# Kata'ib al-Imam Ali
Batalhões Imam Ali (em árabe: كتائب الإمام علي, Kata'ib al-Imam Ali) são uma milícia xiita  iraquiana formada em junho de 2014 como o braço armado do partido Harakat al-Iraq al-Islamiyah (Movimento Islâmico do Iraque).  Tem lutado contra o Estado Islâmico do Iraque e do Levante e é membro da  organização guarda-chuva xiita Forças de Mobilização Popular. 
No final de 2014, um dos comandantes do grupo, Abu Azrael, ganhou destaque depois de aparecer na mídia armado com machados, espadas e metralhadoras. 